# برنارد غالاشر
برنارد غالاشر (بالإنجليزية: Bernard Gallacher)‏ هو لاعب غولف بريطاني، ولد في 9 فبراير 1949 في باثغيت في المملكة المتحدة.

## وصلات خارجية
- برنارد غالاشر على موقع رابطة أوروبا للاعبي الغولف المحترفين (الإنجليزية)